# ...on the Radio (Remember the Days)
...on the Radio (Remember the Days), znany także jako „Shit on the Radio (Remember the Days)” – trzeci singel kanadyjskiej piosenkarki Nelly Furtado, promujący jej album Whoa, Nelly!. Na potrzeby emisji w radiu tytuł utworu został ocenzurowany, słowo shit zostało zastąpione ciągiem znaków #*@!!.